# レコード用文字符号
レコード用文字符号 (RIS506-1996) とは、日本レコード協会による標準規格の一つであり、CDに使われる文字コードを規定している。Shift-JISを拡張したものであるため、Music Shift-JISとしても知られている。外字部分は、ミュージック外字と呼ばれている。

## 含まれる文字の一覧
- 記号
  - ローマ数字 (Ⅰ～Ⅹ)
  - 丸数字 (①～⑳)
  - トランプ記号 (♧♡♤♢♣♥♠♦)
  - 丸囲い文字 (㊤㊥㊦㊧㊨大小㊙㊞㊟、◯新、◯再、禁)
  - 矢印 (⇄↔↗↙↘↖☞☜☝☟)
  - 音楽記号 (123456789™♯♭123456789♫𝄞𝄢𝄽♮m maj sus aug dim add)
  - 地図記号 (♨⛩࿖〒)
  - その他 (☎℻✉🍰🎀、スーツケース)
- 絵文字
  - 天気 (☀☁☂☃⛅)
  - 操作 (COPY、KEEP、MST)
  - 食事 (🍴☕🍺)
  - ハート (💔💘)
  - じゃんけん (✊✌✋)
  - サイコロ (⚀⚁⚂⚃⚄⚅)
  - 乗り物 (✈🚋⛴🚗🚲🚶)
  - 顔文字
  - 漫符 (💦💨、目から涙、🎤💡)
  - スポーツ (⚾⚽🎾⛳⛷🏄⛵、湖、⛺)
  - 三日月と流れ星 (🌙🌠)
  - 星座 (🐏🐂👬🦀🦁👧⚖🦂🏹🐐🏺🐟)
  - 十二支 (🐭🐮🐯🐰🐲🐍🐴🐏🐵🐔🐶🐗)

## ミュージック外字フォント
- Enfourミュージック外字[2]
- カルチビットマップフォント ミュージック外字フォントセット[3] (ディスコン)
- SCE-PS3-NR-R-EXT.TTF / SCE-PS3-SR-R-EXT.TTF - PS3に搭載されているARIB外字およびMUSIC外字のフォント